# Анна Мария Пфальц-Нейбургская
Анна Мария Пфальц-Нейбургская (нем. Anna Maria von Pfalz-Neuburg; 18 августа 1575, Нейбург — 11 февраля 1643, Дорнбург) — принцесса Пфальц-Нейбургская, в замужестве герцогиня Саксен-Веймарская.

## Биография
Анна Мария — старший ребёнок в семье пфальцграфа и герцога Филиппа Людвиг Пфальц-Нейбургского и его супруги Анны Юлих-Клеве-Бергской, дочери герцога Вильгельма.
9 сентября 1591 года в Нейбурге Анна Мария вышла замуж за Фридриха Вильгельма I Саксен-Веймарского, став его второй супругой. По случаю бракосочетания была выпущена золотая монета с изображениями новобрачных с двух сторон. В 1604 году Анна Мария с детьми переехала из Веймара в Альтенбург, её сыновьям из состава Саксен-Веймара было выделено отдельное герцогство Саксен-Альтенбург. Овдовев, Анна Мария впала в глубокую депрессию и с 1612 года проживала отдельно от детей в предназначенном для неё амте Дорнбург. Во время Тридцатилетней войны в 1631 году на её дворец напали хорватские войска генерала Тилли, герцогиня Анна Мария стойко оборонялась, но её владения были разграблены, а она сама получила ранение в щёку. С помощью местных жителей дворец удалось отстоять, в благодарность герцогиня подарила церкви кубок. Анна Мария Пфальц-Нейбургская похоронена в замурованной ныне княжеской усыпальнице братской церкви в Альтенбурге.

## Потомки
В браке с герцогом Фридрихом Вильгельмом родились:
- Иоганн Филипп (1597—1639), герцог Саксен-Альтенбурга, женат на Елизавете Брауншвейг-Вольфенбюттельской
- Анна София (1598—1641), замужем за герцогом Карлом Фридрихом Мюнстерберг-Эльсским (1593—1647)
- Фридрих (1599—1625), герцог Саксен-Альтенбурга
- Иоганн Вильгельм (1600—1632), герцог Саксен-Альтенбурга
- Доротея (1601—1675), замужем за герцогом Альбрехтом Саксен-Эйзенахским (1599—1644)
- Фридрих Вильгельм II (1603—1669), герцог Саксен-Альтенбурга, женат на Софии Елизавете Бранденбургской, затем на Магдалене Сибилле Саксонской.